# Algeciras
36°7′39″B 5°27′14″T / 36,1275°B 5,45389°T
Algeciras - Arabic: الجزيرة الخضراء là một thành phố cảng ở miền Nam Tây Ban Nha, và là đô thị lớn nhất trong vịnh GibraltarCádiz, Tây Ban Nha. Cảng Algeciras là một trong những hải cảng lớn nhất Châu Âu và thế giới về ba loại hình: conteiner,bốc dỡ hàng lên và xuống tàu (khối lượng hàng và trung chuyển hàng hóa). Năm 2004, cảng Algeciras đứng thứ 10 trong 16 hải cảng trung chuyển bận rộn nhất thế giới, chỉ xếp sau các hải cảng: Singapore, Hồng Kông, Thượng Hải - Trung Quốc, Cao Hùng - Đài Loan, Busan - Hàn Quốc, Tanjung Pelepas - Malaysia, Rotterdam - Hà Lan, Dubai - UAE và Gioia Tauro - Ý[1]. 
Thành phố cảng Algeciras có dân số 2009 là 116,209 người,nó cũng là thành phố lớn nhất vùng đô thị Algeciras–La Línea de la Concepción (trong vùng đô thị này còn có các thành phố: Los Barrios, La Linea de la Concepción, Castellar de la Frontera, Jimena de la Frontera, San Roque và Tarifa, với dân số 263.739).

## Tên gọi
Các tư liệu trước kia của các thành phố La Mã từng buôn bán với hải cảng này gọi nó với nhiều cái tên như là Portus Albus, Caetaria (Getares) hay Iuliua Tracta (đều là tiếng Latin),có thể tên Algeciras xuất phát từ tiếng Ả Rập và được dùng chính thức sau khi người Ả Rập đánh chiếm bán đảo Iberian và thành phố cảng này được gọi dưới cái tên đó cho đến ngày nay, AlJazīra AlKhadrā' Arabic الجزيرة الخضراء có nghĩa là hòn đảo Xanh.

## Dân số
| 1999    | 2000    | 2001    | 2002    | 2003    | 2004    | 2005    |
| ------- | ------- | ------- | ------- | ------- | ------- | ------- |
| 103.106 | 104.087 | 105.066 | 106.710 | 108.779 | 109.665 | 111.283 |

Source: INE (Tây Ban Nha)

## Các lễ kỷ niệm
- Arrastre de latas (5, January).
- Feria Real de Algeciras (June).

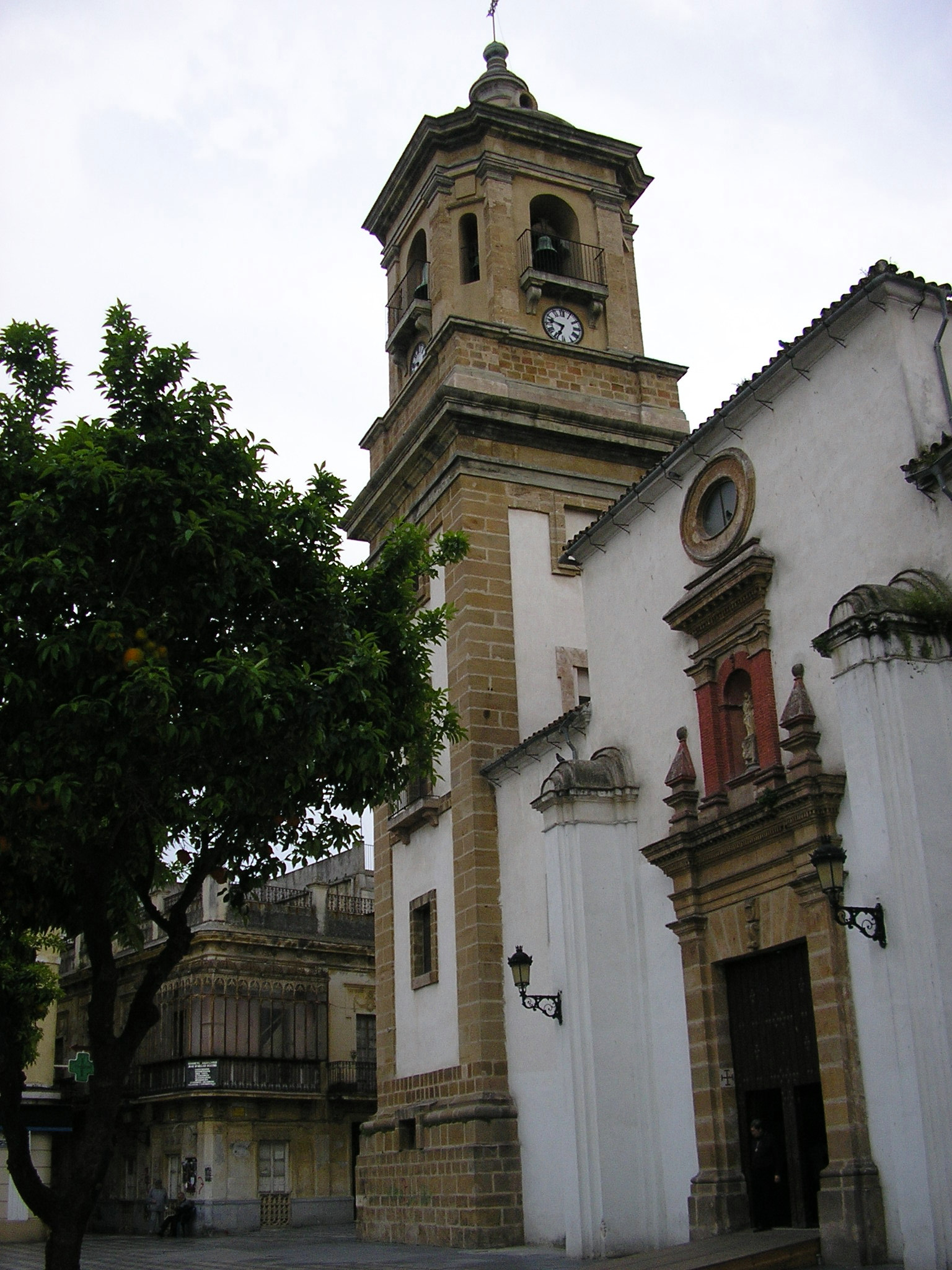
Iglesia de la Palma

- Fiestas patronales en honor de Ntra. Sra. la Virgen de la Palma (August).
- Fiesta de los Tosantos (1, November).
- Carnival of Algeciras.

## Giáo dục

### Universidad de Cádiz - Campus Bahia de Algeciras
Các trung tâm giáo dục sau thuộc Đại học Cádiz:
- Escuela Politécnica Superior de Algeciras
- Escuela Universitaria de Enfermería de Algeciras
- Escuela Universitaria de Estudios Jurídicos y Económicos del Campo de Gibraltar "Francisco Tomás y Valiente"
- Escuela Universitaria de Magisterio "Virgen de Europa"
- Centro Universitario de Derecho de Algeciras (CUDA)
- Campus Bahia de Algeciras Lưu trữ ngày 4 tháng 1 năm 2007 tại Wayback Machine (tiếng Tây Ban Nha) (tiếng Anh)

## Người nổi tiếng
- Paco de Lucía
- Al-Mansur Ibn Abi Aamir
- Ana Belén Palomo
- José María Sánchez-Verdú
- Alejandro Sanz

## Thành phố kết nghĩa
- Ceuta, Tây Ban Nha